# Shadow Realms
Shadow Realms (рус. Теневые Миры) — Action/RPG-игра, разрабатывавшаяся подразделением BioWare в Остине, штат Техас, США и издаваемая Electronic Arts для Microsoft Windows. Игра была запланирована к выпуску в 2015 г., но разработка была отменена.

## Сюжет
Действие игры разворачивается, как на современной Земле, так и в параллельном мире, Эмбре. Герои, обладающие магическими силами, оказываются неожиданно призваны в странный темный мир и в войну, которая уже длится тысячелетия. Они отправляются на приключения, сражаясь с ордами в битве против Легионов Тени, чтобы спасти все человечество.
Согласно сюжету игры, между Землей и Эмброй существуют скрытые проходы, которые за все время их существования пересекали лишь единицы. Загадочные энергетические потоки проходят через всю Эмбру, от её раскаленного ядра до звёзд в вышине. Те, кто рожден с талантом усмирять подобную силу, могут творить удивительные вещи, изменяющие реальность. Задолго до того, как первый человек ступил на Землю, фантастические культуры, живущие за счет магии на Эмбре, достигали своего расцвета, а затем превращались в руины. Возвышающиеся монументы и мистические реликвии, сохраненные навсегда тайными силами — единственное наследие этих сгинувших народов.
Сияющие Империи стали первыми великими народами в продолжительной истории Эмбры, которые прервали цикл самоуничтожения их мира. Эти сильно разнящиеся культуры объединились пять тысяч лет назад, чтобы сохранить себя и свой мир в духе сотрудничества и доброжелательности. Их союз характеризовался единством, процветанием и поразительными прорывами в мистических знаниях. Величайшим из этих открытий стало откровение о том, что Эмбра не одинока. Был ещё один мир, во многом похожий на неё, но где магии практически не существовало. Мы знаем этот мир как Землю.
Когда человеческая цивилизация находилась на ранней стадии своего развития, наиболее отважные исследователи Эмбры пересекли барьер между мирами. Эти искатели приключений быстро поняли, что реакция человечества на них может быть непредсказуема и жестока. Но что было более важно, слабые сверхъестественные силы делали наш мир негостеприимным для них. Кроме того, существовали более насущные проблемы, с которыми им приходилось иметь дело дома…
После тысячелетий в ничем не омрачённом мире и процветании мирные учёные и художники Сияющих Империй оказались беспомощны перед прибывшими врагами, которые понимали лишь язык войны. Хотя их происхождение оставалось покрыто тайной, эти мерзкие захватчики — Легионы Тени — выгнали Сияющие Империи из их цитаделей и сравняли с землей их прекрасные города. Выжившие поняли, что весь их уклад жизни обречен, если они не смогут найти армию, чтобы защититься. В отчаянии они обратились за помощью к своей единственной надежде: нам.
Часть человеческого населения всегда была способна использовать магию, но потоки мистической энергии на Земле настолько слабы, что большинство даже не осознает свой потенциал. На Эмбре же их способность управлять потусторонними силами безгранична, и Сияющие Империи в течение почти сотни лет призывали сильных молодых мужчин и женщин сражаться с Легионами Тени. На Эмбре обладающие способностями к магии люди-воины могут использовать свою силу множеством разных способов. В том числе и огнестрельное оружие — это одно из немногих изобретений Земли, которое работает и на Эмбре.
После десятилетий тяжело дающихся побед, которые отбросили Легионы Тени назад, человечество и Сияющие Империи думали, что эта затянувшаяся война почти закончена. Но они ошибались. Враг вернулся с новыми смертоносными союзниками: призрачными, хитрыми и безжалостными существами, зовущимися Повелителями Тени. Эти новые враги оказались весьма сильными, и их трудно победить. Никто не знает, откуда Повелители Тени пришли и почему они оставались в тени до сих пор, но одно известно точно: если они покорят Эмбру, наш мир будет следующим…

## Игровой процесс
Shadow Realms — это сюжетная эпизодическая онлайн-игра. Игроки могут выбрать один из шести классов: Воин, Ассасин, Чародей, Клирик, Рейнджер, Колдун, или играть против Героев за Повелителя Тени. Каждый класс имеет свои собственные атаки, способности и сильные стороны.
В игре представлены динамические кооперативные миссии в постоянно развивающемся мире. Новые эпизоды для Shadow Realms будут выпускаться регулярно, добавляя новые элементы в игру. Игроки смогут делать собственный выбор по мере продвижения по сюжету.
Все персонажи и боевые способности имеют широкие возможности настройки под выбранный стиль игры, позволяя игрокам раскачивать Героя или Повелителя Тени собственным уникальным образом, хотят ли они стрелять из винтовки, махать топором или создавать огненные шары. В игре имеется широкий выбор способностей, которые могут комбинироваться произвольным образом независимо от класса персонажа.
Игрок может объединиться с тремя другими героями и принять участие в боевом матче против Повелителя Тени, также управляемого игроком, который имеет власть над монстрами, может ставить ловушки и изменять окружение, делая приключения и битвы непредсказуемыми. Так же, как и Герои, Повелитель Тени имеет широкие возможности для настройки и использует тот же вид от 3-го лица и то же управление. Ключевое отличие состоит в том, что Повелитель Тени остается невидимым до того момента, пока он не вселится в монстра, использует какое-нибудь заклинание или каким-либо иным способом решит показаться.

## Разработка
Shadow Realms была впервые анонсирована в 2014 году на San Diego Comic-Con International. На этом фестивале Bioware показала трейлер You’ve Been Chosen (рус. Вы избраны), а позже появились и другие трейлеры.
Больше информации было раскрыто на Gamescom 2014, где было показано первое видео игрового процесса.
Shadow Realms в настоящее время разрабатывается подразделением BioWare в Остине, штат Техас, и использует движок Frostbite 3 от EA Digital Illusions CE. В настоящее время разработка ведётся только для Microsoft Windows, но генеральный менеджер Bioware Джефф Хикман заявил, что в будущем игра также может быть выпущена и для консолей, если станет успешной на PC.
На официальном веб-сайте игры регулярно публикуются блоги разработчиков, рассказывающие об игре. Также там можно записаться на закрытое альфа-тестирование.
9 февраля 2015 года руководство Bioware отменило разработку игры.

## Отзывы критиков
Игра Shadow Realms получила в целом положительные отзывы критиков. Особенно отмечается обширная вариабельность настроек игры, динамически-меняющаяся тактика, свобода выбора стиля игры и боя, а также большие возможности выбора магических способностей и оружия.